# Música de Hungría
Siglo XV - XVII
- En el tiempo de Matías Corvino: coro con nivel europeo y orchestra en el palacio real.
- En el tiempo de los turcos: cronacas y canciones históricas de Sebestyén Tinódi Lantos. Música existe solamente en Transilvania. Palestrina trabajó también aquí. Bálint Bakfark (Brassó, 1507-Padova, 1576)-Histórico y artista con lanta.

Siglo XVIII
- Tiempo de la música barroca. El príncipe Pál Esterházy (Kismarton, 1635-Kismarton, 1713) deja hacer una colección de cantatas Harmonia Caelestis en 1711. (En el servicio de sus descendientes, los Esterházy, una de las más ricas e influyentes familias aristócratas húngaras del Imperio austríaco trabaja Joseph Haydn de 1762 hasta su muerte en 1809.) Nuevo estilo típico del país al fin del siglo XVIII: el verbunco (verbunkos). Originalmente baile con elementos favoritos hasta hoy en toda Europa. Obras de János Bihari (Nagyabony, 1764-Pest, 1827) y János Lavotta (Pusztafödémes, 1767-Tállya, 1820). También se puede oír estos elementos en la música de Beethoven, Mozart, Weber, Brahms y Berlioz.

Siglo XIX

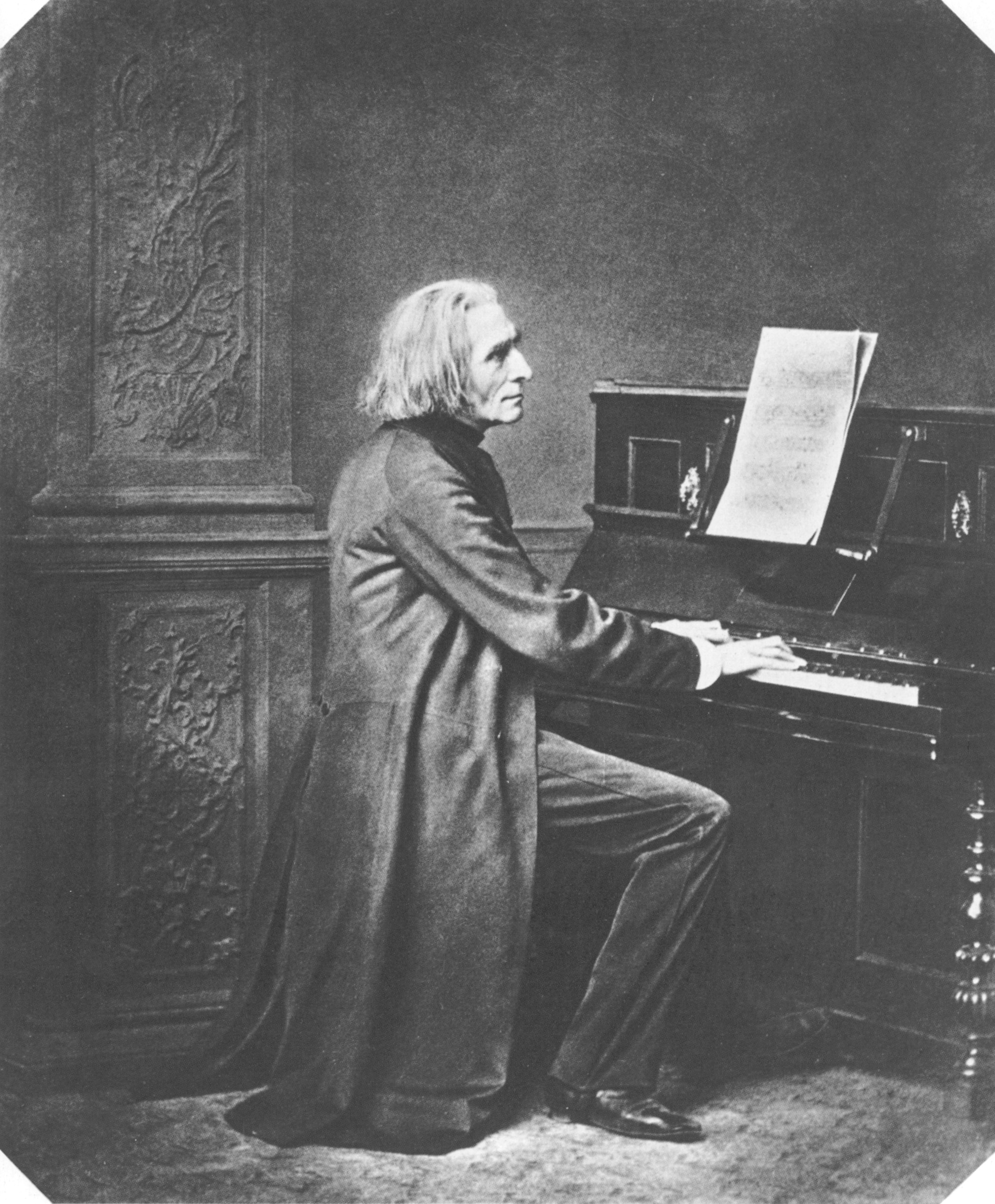
Franz Liszt, compositor húngaro eminente.

- Sintetización de los elementos de la música europea con «verbunkos» en las obras de Ferenc Erkel (Gyula, 1810-Budapest, 1893) escritor de grandes óperas húngaras (Bánk bán y Hunyadi László), músico del Himno Nacional de Hungría.
- Franz Liszt (Doborján, 1811-Bayreuth, 1886), el virtuoso del siglo XIX, fundador de la técnica pianista moderna, escritor de obras sinfónicas (Tasso, Les Préludes, Orfeo, Dante, Faust), oratorios (Leyenda de Santa Elisabeta, Cristo).
- La Ópera Nacional de Hungría y la Orquesta Filarmónica de Budapest son dirigidas por Gustav Mahler, entre 1887 y 1891.
- Entre los siglos XIX-XX: tiempo de las operettas de Franz Lehár (Komárom, 1870-Bad Ischl, 1948) y Jenő Huszka (Szeged, 1875-Budapest, 1960) y Imre Kálmán Koppstein (Siófok, 1882-París, 1953).

Siglo XX
- Colección de las canciones folclóricas húngaras en todo el país por Zoltán Kodály y Béla Bartók.
- Después de la II Guerra Mundial nuevos estilos y direcciones, nuestros elementos modernos cómo la dodecafonia. Escritores de la música clásica del siglo son: Ernő Dohnányi, Béla Bartók, Zoltán Kodály, Leó Weiner, László Lajtha, György Kurtág, György Ligeti, Emil Petrovics, Kamilló Lendvay, Sándor Szokolay, Attila Bozay, Zsolt Durkó, Péter Eötvös. Artistas conocidos en todo el mundo son: György Cziffra, György Sebők, Tamás Vásáry, Peter Frankl, Zoltán Kocsis, Dezső Ránki, András Schiff, Jenő Jandó y Gergely Bogányi, Géza Anda, Annie Fischer (pianistas), János Starker y Miklós Perényi (violoncelistas), Eva Marton, Szilvia Sass, László Polgár, Andrea Rost y József Gregor (cantantes de la ópera), Ferenc Fricsay, Eugene Ormandy, Fritz Reiner, George Széll, Antal Doráti, István Kertész, Georg Solti, János Ferencsik e Iván Fischer (directores de orquesta).
- Jazz húngaro y sus figuras desde los años 1970: Aladár Pege (contrabajo), Károly Binder, Béla Szakcsi Lakatos, György Szabados y György Vukán (piano), Rudolf Tomsits (trompeta), László Dés (saxófono) y la Benkó Dixieland Band. Figuras de la música folclórica: Márta Sebestyén cantante, las Orchestras Muzsikás, Kaláka, Kolinda, Fonó Zeneház.